# Deux Arabesques

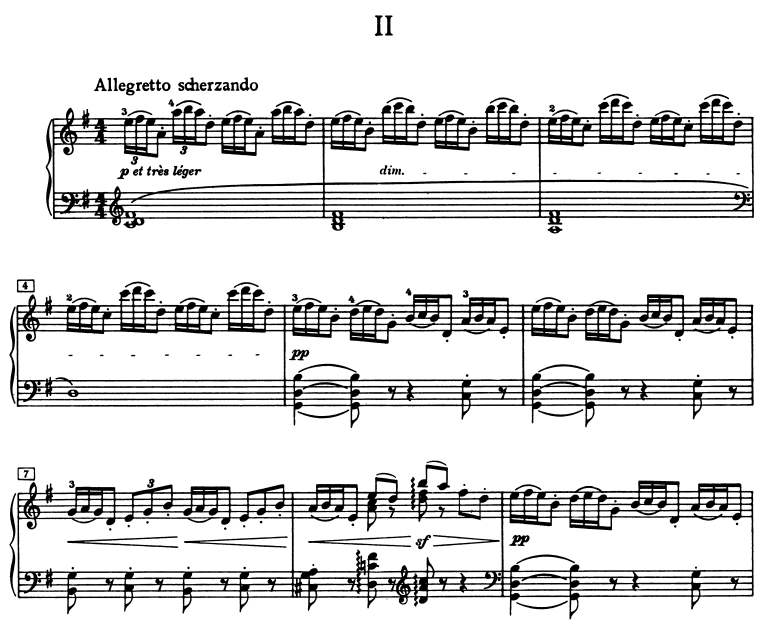
Beginn der Arabesque Nº2

Die Deux Arabesques zählen zu Claude Debussys bekanntesten Werken. Sie entstanden zwischen 1888 und 1891 und waren somit nach Danse bohémienne (1880) seine zweite Komposition für Klavier zweihändig.
Überschrieben ist die erste Arabesque in E-Dur mit Andantino con moto, die zweite in G-Dur mit Allegretto scherzando.
Eine  Arabeske ist ein Stück in freier Form, das typisch für die romantische Musik war und auch von Robert Schumann verwendet wurde. Auffallend sind Verzierungen und Spielereien im Stück, die etwa Rhythmus oder Melodie betreffen können.
Noch zu Lebzeiten Debussys wurden etwa 20.000 Exemplare verlegt und auch heute noch haben sie ihren Platz im Klavierunterricht.